# Adela tsaratanana
Adela tsaratanana là một loài bướm đêm thuộc họ Adelidae. Loài này có ở Madagascar.